# Dystrykt Kasungu
Kasungu – jeden z 28 dystryktów Malawi, położony w Regionie Centralnym. Jego stolicą jest Kasungu.

## Sąsiednie dystrykty
- Mzimba – północ
- Nkhotakota – wschód
- Mchinji i Lilongwe – południe
- Dowa i Ntchisi – południowy wschód